# Yoronjima

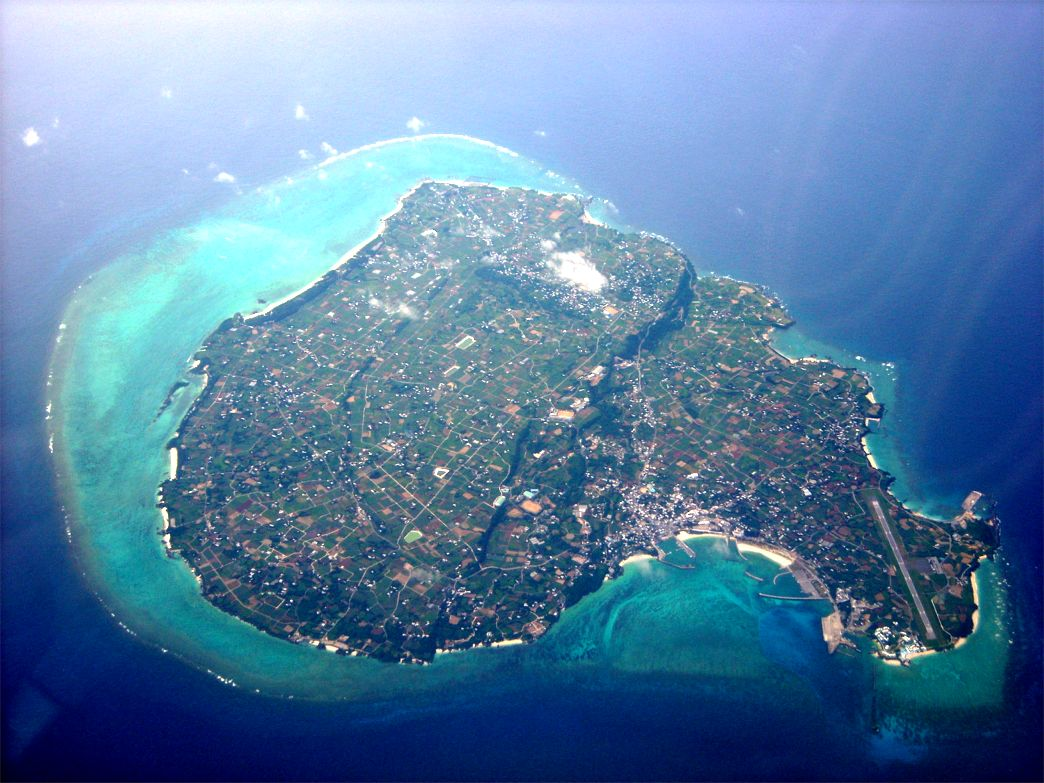
Flygfoto över Yoronjima.

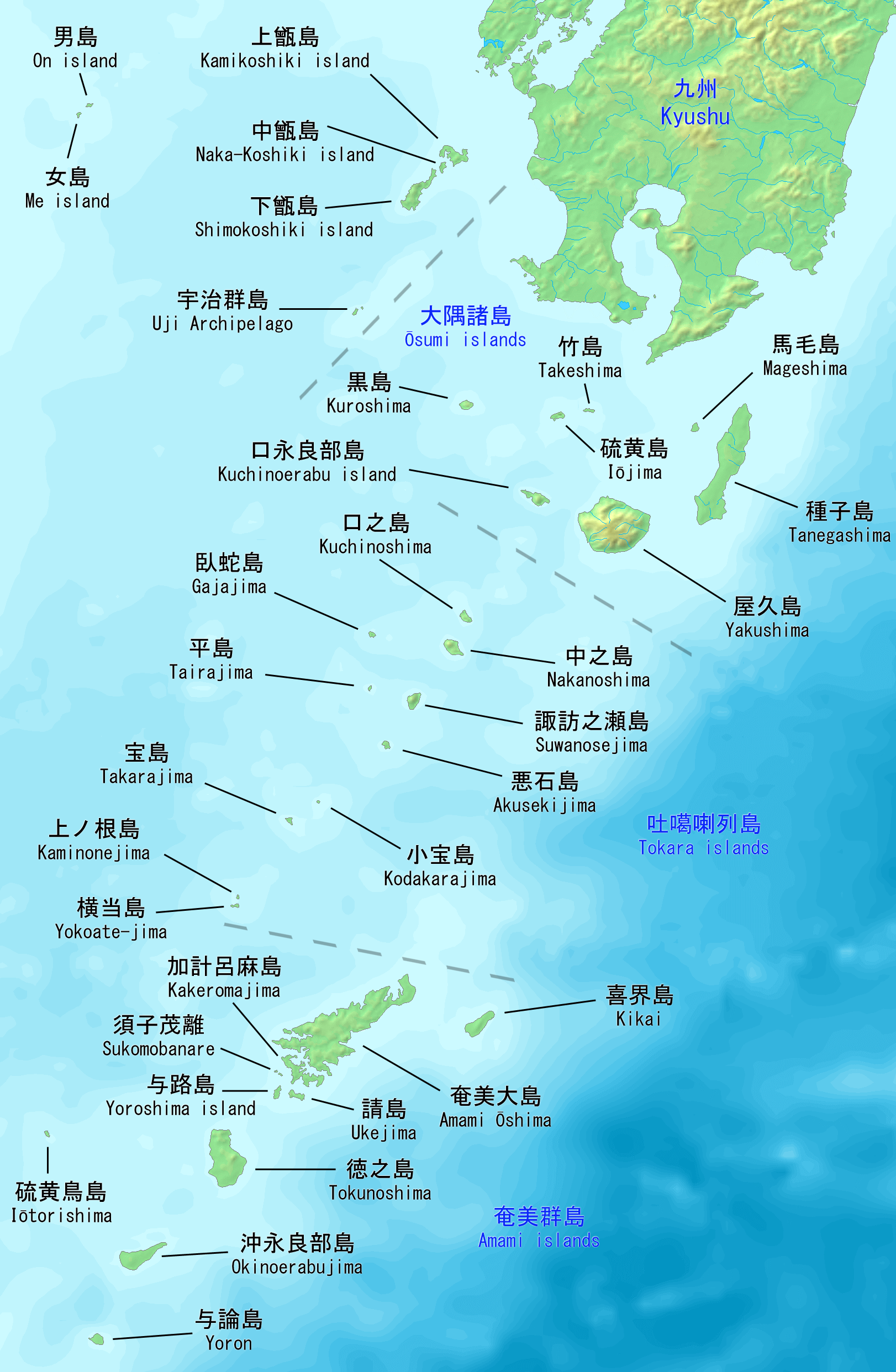
Lägeskarta

Yoronjima (japanska  (与論島?)Yoron-jima, även Yorontō) är en ö bland Amamiöarna i nordvästra Stilla havet som tillhör Japan.

## Geografi
Yoronjima ligger cirka 563 kilometer söder om Kyushuön och cirka 21 km norr om Okinawaön och är den sydligaste ön i Kagoshima prefekturen. Dess geografiska koordinater är  
Ön är en korallö och har en areal om cirka 20,5 km² med en omkrets av cirka 23,6 km och omges av ett korallrev. Klimatet är subtropiskt. Den högsta höjden är på endast cirka 97 m ö.h.
Befolkningen uppgår till cirka 6 200 invånare där de flesta bor i huvudorten Yoron-chō (Yoron-stad) (1) på öns mitt. Förvaltningsmässigt tillhör ön Kagoshima prefekturen.
Öns flygplats Yoron Kūkō (Yoronjima Airport, flygplatskod "RNJ") har kapacitet för lokalt flyg och ligger på öns västra del, det finns även regelbundna färjeförbindelse med Kagoshima på fastlandet och med Okinawaön.
Ön är numera skyddad område som del i nationalparken "Amami-Gunto Quasi-National Park".

## Historia
Det är osäkert när ön upptäcktes, de första dokumenterade omnämnandena finns i boken Nihonshoki från 720-talet.
Ön utgjorde fram till 1624 en del i det oberoende kungadöme, Kungariket Ryukyu.
1609 invaderades Ryūkyūriket av den japanska Satsumaklanen under den dåvarande Daimyo som då kontrollerade området i södra Japan. Ögruppen införlivades 1624 i Satsumariket.
1879 under Meijirestaurationen införlivades riket i Japan, och ön blev först del i länet Ōsumi no Kuni (Ōsumi provinsen) och senare del i Kagoshima prefekturen.
Under Andra världskriget ockuperades området våren 1945 av USA som förvaltade öarna fram till 1953 då de återlämnades till Japan.
1973 införlivades området i Kagoshima-distriktet som del i Kagoshimaprefekturen.